# Білл Наї
Вільям Френсіс «Білл» Наї (нім. William Francis "Bill" Nighy; нар. 12 грудня 1949 року, Катерхем, графство Суррей, Велика Британія) — британський актор, лауреат премій BAFTA та «Золотий глобус», номінант на премію «Оскар» за головну роль у драмі «Жити» (2022). Відомий своїми ролями в таких фільмах, як: «Реальна любов», «Автостопом по галактиці», «Пірати Карибського моря: Скриня мерця» та його сиквелах, «Коханий з майбутнього», трилогії «Три смаки „Cornetto“» та інших.

## Біографія
Народився 12 грудня 1949 року в Катерхемі, передмісті південного Лондона, графство Суррей. Його мати Кетрін Джозефін Віттакер, ірландка, уродженка Глазго, працювала медсестрою. Батько, англієць Альфред Мартін Наї, керував автомобільним гаражем та працював механіком. Білл був молодшою дитиною в сім'ї й ріс разом із сестрою Анною та братом Мартіном.
Першим серйозним захопленням маленького Вільяма став рок-н-рол. Група Rolling Stones досі є його улюбленою. В юні роки Білл відвідував Школу для хлопчиків ім. Джона Фішера (John Fisher Grammar School) у Пурлі, де й отримав свій перший акторський досвід, беручи участь у шкільних театральних постановках. Не склавши більшість випускних іспитів (крім англійської мови та літератури), у 15-річному віці Білл отримав роботу кур'єра у магазині.
У 16 років Наї втік з дому і поїхав до Парижа, щоб стати письменником. Однак після повернення до Англії він склав іспити середньої школи, працював різноробом і в психіатричній лікарні, де працювала його мати. В той самий час вступив до Гілфордської школи акторської майстерності. Після його закінчення дебютував у театрі Вотерміл у п'єсі Теннессі Вільямса «Молочний фургон тут більше не зупиняється».
У середині 1970-х протягом двох сезонів актор працював у Everyman Theatre у Ліверпулі. Також виконував обов'язки бармена у перервах та після закінчення вистав. 4 березня 1977 року Білл Наї дебютував у Національному театрі в Лондоні в епічній постановці Кена Кемпбелла та Кріса Лангема «Іллюмінатус!».
До дебюту в кінематографі 1981 року Білл Наї грав у театрі, брав участь у радіо- та телевізійних постановках. Чотири рази працював з режисером Річардом Кертісом — у фільмах «Реальна любов» (2003), «Дівчина в кафе» (2005), «Рок-хвиля» (2009) та «Коханий з майбутнього» (2013).

### Особисте життя
Протягом 27 років партнеркою Наї була актриса Дайана Квік, у якої від нього народилася дочка Мері (нар. 1984). Вони розлучилися 2008 року.
Наї страждає на рідкісне захворювання — контрактуру Дюпюїтрена.

## Фільмографія
| Рік  | Назва                                         | Назва мовою оригіналу                         | Роль                             |
| ---- | --------------------------------------------- | --------------------------------------------- | -------------------------------- |
| 1981 | Вушко голки                                   | Eye of the Needle                             | Бленкінсоп                       |
| 1983 | Прокляття Рожевої пантери                     | Curse of the Pink Panther                     | Доктор                           |
| 1984 | Маленька дівчинка-барабанщик                  | The Little Drummer Girl                       |                                  |
| 1985 | СС Гітлера: Портрет зла                       | Hitler's SS: Portrait in Evil                 | Гельмут Хоффман                  |
| 1985 | Тринадцять за обідом                          | Thirteen at Dinner                            | Рональд Марш                     |
| 1989 | Привид опери: Фільм                           | The Phantom of the Opera: The Motion Picture  | Мартін Бартон                    |
| 1994 | Бути людиною                                  | Being Human                                   | Джуліан                          |
| 1997 | Казка: Справжня історія                       | FairyTale: A True Story                       | Едвард Гарднер                   |
| 1998 | Все ще божевільний                            | Still Crazy                                   | Рей Сіммс                        |
| 1999 | Готель «Парадізо»                             | Guest House Paradisos                         | Містер Джонсон                   |
| 2001 | Англійський цирульник                         | Blow Dry                                      | Реймонд «Рей» Робертсон          |
| 2001 | Серцю не накажеш                              | Lawless Heart                                 | Ден                              |
| 2001 | Вдача                                         | Lucky Break                                   | Роджер «Рог» Чемберлейн          |
| 2002 | Так званий                                    | AKA                                           | дядько Луіс Гріффоін             |
| 2003 | Коли будете готові, містер Макгілл            | Ready When You Are, Mr McGill                 | Філ Періш                        |
| 2003 | Реальна любов                                 | Love Actually                                 | Біллі Мек                        |
| 2003 | Я захоплюю замок                              | I Capture the Castle                          | Джеймс Мортмейн                  |
| 2003 | Велика гра                                    | State of play                                 | Кемерон Фостер                   |
| 2003 | Інший світ                                    | Underworld                                    | Віктор                           |
| 2004 | Зомбі на ім'я Шон                             | Shaun of the Dead                             | Філліп                           |
| 2004 | Непохитне кохання                             | Enduring Love                                 | Робін                            |
| 2005 | Магічна карусель                              | The Magic Roundabout                          | Ділан (озвучка)                  |
| 2005 | Путівник по Галактиці                         | The Hitchhiker's Guide to the Galaxy          | Слартібартфаст                   |
| 2005 | Відданий садівник                             | The Constant Gardener                         | Сер Бернард Пеллегрін            |
| 2005 | Дівчина у кафе                                | The Girl in the Café                          | Лоуренс                          |
| 2006 | Інший світ: Еволюція                          | Underworld: Evolution                         | Віктор                           |
| 2006 | Пірати Карибського моря: Скриня мерця         | Pirates of the Caribbean: Dead Man's Chest    | Деві Джонс                       |
| 2006 | Громобій                                      | Stormbreaker                                  | Алан Блант                       |
| 2006 | Змивайся                                      | Flushed Away                                  | Вайті (Біляк)                    |
| 2006 | Скандальний щоденник                          | Notes on a Scandal                            | Річард Харт                      |
| 2007 | Круті фараони                                 | Hot Fuzz                                      | Кеннет                           |
| 2007 | Пірати Карибського моря: На краю світу        | Pirates of the Caribbean: At World's End      | Деві Джонс                       |
| 2008 | Операція «Валькірія»                          | Valkyrie                                      | Фрідріх Олбріхт                  |
| 2009 | Інший світ: Повстання ліканів                 | Underworld: Rise of the Lycans                | Віктор                           |
| 2009 | Рок-хвиля                                     | The Boat That Rocked                          | Квентін                          |
| 2009 | Астробой                                      | Astro Boy                                     | Професор Саймон Елефан (озвучка) |
| 2009 | Місія Дарвіна                                 | G-Force                                       | Леонард Сейбер                   |
| 2009 | 1939                                          | Glorious 39                                   | Сер Александер                   |
| 2010 | Дика штучка                                   | Wild Target                                   | Віктор Мейнард                   |
| 2010 | Гаррі Поттер і Смертельні Реліквії: частина 1 | Harry Potter and the Deathly Hallows — Part 1 | Руфус Скрімжер                   |
| 2011 | Ранго                                         | Rango                                         | Гримуча змія Джейк (озвучка)     |
| 2011 | Дівчина Шале                                  | Chalet Girl                                   | Річард                           |
| 2011 | Восьма сторінка                               | Page Eight                                    | Джонні Воррікер                  |
| 2011 | Місія: Різдвяний порятунок                    | Arthur Christmas                              | Головний Санта (озвучка)         |
| 2011 | Чоловік з вкраденим серцем                    | The Man With The Stolen Heart                 | Оповідач (озвучка)               |
| 2012 | Готель «Меріголд»                             | The Best Exotic Marigold Hotel                | Дуглас                           |
| 2012 | Гнів Титанів                                  | Wrath of the Titans                           | Гефест                           |
| 2012 | Пригадати все                                 | Total Recall                                  | Матіас Леяр                      |
| 2013 | Джек - вбивця велетнів                        | Jack the Giant Slayer                         | Феллон (Велика голова)           |
| 2013 | Коханий з майбутнього                         | About Time                                    | тато                             |
| 2013 | Кінець світу                                  | The World's End                               | Мережа (озвучка)                 |
| 2014 | Я, Франкенштейн                               | I, Frankenstein                               | Наберіус                         |
| 2014 | Гордість                                      | Pride                                         | Кліф                             |
| 2016 | Норм та Незламні                              | Norm of the North                             | Сократ (озвучка)                 |
| 2016 | Голем Лаймхаузу                               | The Limehouse Golem                           | Джон Кілдер                      |
| 2019 | Доброта незнайомців                           | The Kindness of Strangers                     | Тимофей                          |
| 2019 | Детектив Пікачу                               | Detective Pikachu                             | Говард Кліффорд                  |
| 2020 | Емма                                          | Emma                                          | містер Вудхаус                   |
| 2020 | Мінамата                                      | Minamata                                      | Роберт Хейс                      |
| 2022 | Жити                                          | Living                                        | містер Вільямс                   |
| 2022 | Людина, яка впала на Землю                    | The Man Who Fell to Earth                     | Томас Джером Ньютон              |
| 2024 | Те Різдво                                     | That Christmas                                | маяк Білл (озвучка)              |
| 2024 | Дикий робот                                   | The Wild Robot                                | Шиян, гусак (озвучка)            |
| 2024 | Рольові ігри                                  | Role Play                                     | Боб Келлерман                    |
| 2024 | Прекрасна гра                                 | The Beautiful Game                            | Мел Бредлі                       |